# Platánia (ort i Grekland, Västra Grekland)
Platánia (Platania) är en ort i Grekland.   Den ligger i prefekturen Nomós Aitolías kai Akarnanías och regionen Västra Grekland, i den centrala delen av landet, 220 km väster om huvudstaden Aten. Platánia ligger 10 meter över havet och antalet invånare är 162.
Terrängen runt Platánia är platt åt sydväst, men åt nordost är den kuperad. Havet är nära Platánia åt sydost. Närmaste större samhälle är Mesolóngi, 13,7 km sydost om Platánia. 